# Huy chương Quân kỳ quyết thắng
Huy chương Quân kỳ quyết thắng là một loại huy chương của Nhà nước Cộng hòa Xã hội Chủ nghĩa Việt Nam, đặt ra lần đầu theo Quyết định 572a/QN-HĐNN7 ngày 27 tháng 10 năm 1984 của Hội đồng Nhà nước nước Cộng hòa Xã hội Chủ nghĩa Việt Nam nhân kỷ niệm 40 năm ngày thành lập Quân đội Nhân dân Việt Nam, đặt ra lần hai theo Luật Thi đua - Khen thưởng (ban hành ngày 26 tháng 11 năm 2003).
Lúc mới đặt ra lần đầu, Huy chương Quân kỳ quyết thắng để tặng cho quân nhân, công nhân viên quốc phòng đã phục vụ trong Quân đội Nhân dân Việt Nam từ 25 năm trở lên và hoàn thành tốt nhiệm vụ trong thời gian tại ngũ, còn để tặng cho người nước ngoài có nhiều công lao đóng góp cho sự nghiệp xây dựng hoặc tăng cường tình đoàn kết chiến đấu, hợp tác hữu nghị với Quân đội Nhân dân Việt Nam. Quyết định thưởng Huy chương Quân kỳ quyết thắng do Chủ tịch Hội đồng Bộ trưởng (nay là Thủ tướng Chính phủ) ký.
Luật Thi đua - Khen thưởng quy định: Huy chương Quân kỳ quyết thắng để tặng cho sĩ quan, quân nhân chuyên nghiệp, công nhân quốc phòng có thời gian phục vụ liên tục trong Quân đội nhân dân từ 25 năm trở lên. Huy chương Quân kỳ quyết thắng không chia hạng. Thẩm quyền tặng Huy chương Quân kỳ quyết thắng do Thủ tướng Chính phủ quyết định.

## Mô tả
1. Mẫu cũ (trước khi ban hành Luật Thi đua - Khen thưởng): Huy chương Quân kỳ quyết thắng gồm có 3 phần: cuống, dải và thân huy chương.
2. Mẫu mới (sau khi ban hành Luật Thi đua - Khen thưởng): Huy chương Quân kỳ quyết thắng gồm có 2 phần:
  - Dải Huy chương bằng tơ Rayon hình ngũ giác, dệt màu đỏ cờ, có hai vạch vàng, cốt bằng đồng đỏ mạ vàng hợp kim Nico dày 3 micron; kích thước 38mm x 27mm x 40mm.
  - Thân Huy chương hình sao vàng năm cánh, ở giữa có lá cờ quyết thắng trên nền vàng toả sáng, phía trên có dòng chữ "Huy chương Quân kỳ quyết thắng" (màu đỏ); phía dưới là dải lụa vàng mang dòng chữ "Việt Nam" (màu đỏ); có hai cành tùng hai bên. Đường kính ngoại tiếp năm đỉnh sao bằng 48mm, chất liệu bằng đồng đỏ mạ vàng hợp kim Nico dày 3 micron.